# Geissanthus dentatus
Geissanthus dentatus là một loài thực vật có hoa trong họ Anh thảo. Loài này được (Ruiz & Pav.) J.F.Macbr. mô tả khoa học đầu tiên năm 1959.